# ハングリーハート WILD STRIKER
『ハングリーハート WILD STRIKER』（ハングリーハート ワイルド・ストライカー）は、高橋陽一によるサッカー漫画およびアニメ。週刊少年チャンピオン連載。
2000年に日本アニメーションから「アニメ化を見据えたサッカー作品を」と要請され（同社制作作品タイガアドベンチャーに作者夫人の日比野朱里が、声優復帰作として主演したことが関係されている）、本作が構想された。

## 概要
原作者高橋陽一によるサッカー漫画『キャプテン翼』では、主人公・大空翼が「MF」で「ゲームメーカー」で「テクニシャン」であるため、現実の日本サッカー界でも翼に憧れた中盤の選手が次々と現れる一方、長きにわたり「ストライカー」は軽視されてきた。本作は翼に憧れたサッカー少年達の中から優秀なMFが育っていったように、主人公「恭介」に憧れたサッカー少年達の中から優れた日本人ストライカーが育っていって欲しいという願いから生まれた作品でもある。アニメ版は原作と路線が変わっており、コミカルな色合いが強い。

## ストーリー
主人公・恭介はサッカーが好きでストライカーとしての天分を持っているのに、敬愛する天才MFの兄・成介が実の兄ではないと知ったショックと、にも関わらず常に兄と比較され貶められるのは自分だというコンプレックスから、サッカーから逃げ荒れた生活を送っていた。が、女子サッカー部の美紀や、男子部マネージャー・森など、サッカーが好きでたまらない人達と出会いを契機にサッカーへの情熱を取り戻す。兄・成介とその恋人・香織、村上監督や養父母らに見守られ、サッカー部の仲間とぶつかり合ったり、美紀と互いに不器用な想いを寄せ合ったりしながら成長していく。

## 登場人物
叶 恭介（かのう きょうすけ）
声 - 鳥海浩輔
主人公。「オレンジ頭」。茜が丘高校サッカー部のFWでストライカー。
優秀な兄、叶成介へのコンプレックスからサッカーをやめ、髪をオレンジに染めて喧嘩に明け暮れていたが、女子サッカー部部長の辻脇美紀にコーチを頼まれたことがきっかけでサッカーの魅力に改めて気づく。
大きく丈夫な体に恵まれていて、精神的にもタフ。また常人離れした脅威のスタミナを誇る。彼が渾身の力を込めて放つシュートはオレンジ色の光を放つことがあり、キーパーごとゴールネットに押し込む威力を持つ。ストライカーの性分ゆえかどんな絶望的な状況でもゴールを決めることに執着し、それがチームを勝利に導くことも少なくなかった。
ヒロインの辻脇美紀とは意地を張ってばかりいるが、お互いに気になる仲。大の女嫌いで原作では異性が近寄ると蕁麻疹ができるという設定まであったのだが、なぜか美紀は平気らしい。
出生に重大な秘密を抱えており、それが原因で家族を避けていた。物語終盤、恭介の実父は天才ストライカーであったが事故で妻ともども夭折、家族ぐるみで親友だった成介の両親が忘れ形見の恭介を養子として引き取った事実が明かされる。この辺りの設定や経緯に関してはアニメ版と漫画版でかなり異なるが、養父母と成介は、恭介を養子とし成介の弟とした事が、かえって恭介を苦しめたのではないかと思い悩み続けてきた。が、そんな事とは関わりなく、成介と恭介は物心つく前から共にサッカーで遊んで育ち、真実の兄弟同然の絆で結ばれていることに、恭介も次第に気づいていく。
高校3年時にオファーを受けたアヤックス・アムステルダムへ移籍。
辻脇 美紀（つじわき みき）
声 - 加藤夏希
ヒロイン。茜が丘女子サッカー部のFWでキャプテン。サッカーをやりたい一心で女子サッカー部を立ち上げたが、彼女が憧れたのはサッカー漫画のヒーローで、現実のサッカー事情やスター選手の事には疎い。それでも恭介が天才サッカー選手叶成介の弟と知り、チームのコーチを依頼する。
運動神経抜群、容姿端麗、頭脳明晰。成績の悪い恭介の勉強を見るためにオレンジ寮に出入りしていた。面倒見がいい反面、気が強く、恭介どころか男子サッカー部の誰も頭が上がらない。
恭介とは惹かれ合っており、オレンジ寮での二人の喧嘩はほぼ夫婦漫才と化している。試合で負傷した恭介が入院を強いられた時は、毎日見舞いに訪れるうちにキス寸前の雰囲気になったことも。
森 一人
声 - 日比野朱里
茜が丘サッカー部のマネージャー。恭介がつけたあだ名は「メガネ猿」。
小学生の頃の交通事故で選手としての道は断念するも、サッカーへの情熱は人一倍。選手へのケアと敵チームの分析力は素晴らしく、監督からも信頼されている。一方で個性の強い選手たちに振り回されることもしばしばで、特に恭介には苦労させられている。
ロドリゴ
声 - 石塚堅
茜が丘サッカー部のMFでブラジルからの特待生。学費、生活費を学校から支給される代わりに、サッカー部の成績を上げることを厳命されている。
当初はブラジルの家族を養うために自分のテクニックを上げてプロになることしか考えておらず、個人プレーが多かった。しかし監督からゲームメイカーを命じられたことがきっかけでチームのことを考えるようになり、茜が丘の司令塔としてチームから信頼される選手へと成長していく。
物語終盤にJリーグのクラブから正式な獲得打診を受け悩んだが、恭介たちとサッカーをすることを選び、オファーを断った。
境 ジェファーソン公司
声 - 高塚正也
茜が丘サッカー部のゴールキーパー。外交官の父とスウェーデン人の母とのハーフ。容姿端麗だが気障な性格。女子に人気がある。
ヨーロッパの各国でGKとして活躍し、入学当初は日本の低いサッカーレベルを見下しているところがあった。しかし自信家の割には精神的に弱い面があり、旭が丘の監督からは「キーパーがザルだ」と言い切られるなど少々頼りない。
ちなみに恭介、ロドリゴ、境の三人は先輩たちから「生意気トリオ」と呼ばれていて、境からロドリゴ、そしてシュートを恭介が決める技は江坂が「T.N.S.（トリプル・ナマイキ・スペシャル）」と命名した。
村上監督
声 - 松山鷹志
茜が丘サッカー部監督。
元日本代表のFWで、茜ヶ丘サッカー部を全国区にするため理事長に雇われた。普段はやる気がなさそうでキャプテンの佐古任せだが、時に熱血指導を行うこともあり、案外部員たちからは慕われている。
アニメオリジナルではあるが、中山雅史が声優としてゲスト出演した時には中山は日本代表時代の村上の後輩という設定になっていた。
恭介の実父である成見圭介と、養父の叶文作の大学時代の後輩で、恭介の出生の秘密を知る数少ない人物。
堂本 香織
声 - 荒木香恵
茜が丘サッカー部のコンディショニングアドバイザー。オレンジ寮に出入りし、栄養学からメンタル面まで部員たちをケアしている。
美人で気が利くため想いを寄せる寮生が多いが、実は恭介の兄、成介の恋人。成介に頼まれ、村上監督と共に恭介が立ち直っていくのを見守る。一見おしとやかなお嬢様ふうだが、成介との密会には赤いスポーツカーを飛ばすなど意外な一面も。
大森 福子
声 - 井関佳子
茜が丘のオレンジ寮で、寮生の食事を任されている肝っ玉母さん。皆に「福ちゃん」と呼ばれ、慕われている。
大きな体でいつもにこにこしている。寮生たちが可愛くて仕方なく、茜が丘の試合には必ず応援に来てくれる。彼女が作る料理は一品で、選手たちが遠征の疲れで食欲をなくした時にはホテルに押しかけ、自らの料理を振舞った。
藤沢 かりん
声 - 上村貴子
アニメ版オリジナルキャラクター。茜が丘サッカー部のマネージャー。恭介と美紀のクラスメイト。
もともとサッカーに興味はなかったが、弟と共に偶然サッカー部を尋ねた時に森のサッカーへの情熱に触発されてマネージャーになる。恭介と美紀の関係が上手くいくことを秘かに期待している。
森高理事長
声 - 杉野博臣→小和田貢平
城陽茜が丘の理事長。小太りのハゲ親父。
茜が丘が結果を出せない時には合宿費をケチったりしていたが、全国行きを決めた途端豪華ホテルを用意して激励するなどげんきんな性格。女子部監督の森高万里（声 - 福森加織。アニメではミーハー中山マニアの一面も披露）は親戚（「おじさま」と呼ばれていたところを見ると、姪らしい）で、容姿が全く似ていない兄（旭ヶ丘の理事長）がいる。なぜかロドリゴの名前をまともに呼んだことがない。
叶 成介（かのう せいすけ）
声 - 子安武人
日本が誇る天才MF。高校卒業と同時にイタリアのACミランと契約し司令塔として活躍している。
恭介にサッカーを教え、ストライカーとしての素質があることを見抜いていた。恭介が自分へのコンプレックスから大好きだったサッカーをやめてしまったことに心を痛め、村上監督と香織に彼を託す。将来、日本代表チームで弟が自分のパスを受けることを夢見ている。恋人の香織よりも恭介のことを気にしている描写が多く（それだけ危なっかしい弟だということだろうが）、生意気な口を叩く弟をかなり可愛いく思っている。
江坂 マサシ
声 - 松本吉朗
茜が丘サッカー部のMFで佐古に続く新キャプテン。大阪弁で話すため、恭介がつけたあだ名は「大阪」。原作では大阪弁ではなかった。坊主頭だが別に家が寺だとかそういうわけではなく、実家はお好み焼き屋らしい。
恭介に負けないくらい陽気で熱血漢でポジティブ。またそうは見せないが、かなりの努力家でもある。木場たち「新生意気トリオ」の入部と恭介の怪我で一時的にチームが険悪な雰囲気になった時には、キャプテンとしてできることを真剣に考え、奮闘していた。
一河 ヒロシ
声 - 吉野裕行
茜が丘サッカー部のMFで新副キャプテン。しかし、江坂と違って副キャプテンらしいことをした描写が一切ない。それでいてかなりの皮肉屋。
チームのことを一番に考えており、ロドリゴが個人プレーに走っていた時や、新入部員の木場たちが好き勝手にプレーした時などは猛烈に反発していた。
木場 優也
声 - 鈴村健一
茜が丘サッカー部の新FW。恭介がつけたあだ名は「鳥の巣」。自称「Jリーガー決定男」。
「新生意気トリオ」のリーダー格。赤く染めた髪にアフロヘアといういかにも不良といった髪形をしており、性格もかなり攻撃的。同じFWでストライカーの恭介をライバル視しているはずが、いつの間にか手なずけられてしまっていた。天性のサッカーセンスに加え驚異的な足の速さを生かしてシュートチャンスを作ったりするなどかなりの素質は持っているのだが、いかんせん恭介が強烈過ぎて目立っていない。喧嘩に明け暮れていた室井や新川の才能に目を付け、サッカーに誘う。
美紀に惚れ込み何度かアタックしていたが、思いは届くどころか最後まで空回りばかりだった。
室井 和也
声 - 竹本英史
茜が丘サッカー部の新DF。大きな体にモヒカン頭。
中学生の頃は新川と共に喧嘩に明け暮れていたが、木場にスカウトされたことがきっかけで自分のサッカーの才能を知る。サッカーで自分が周りに認められたことで木場には恩義に近いものを感じており、茜が丘でも突っ走る彼をフォローする。登場当初こそ悪ぶっていたが、「新生意気トリオ」の中では一番のんびり屋で礼儀正しい。
卒業した釜田に代わり、DFとして茜が丘のゴールを守るが、経験の浅さゆえかGKの境と噛み合わないことも多々あった。
新川 マサヒコ
声 - 福山潤
茜が丘サッカー部の新MF。「新生意気トリオ」の一人。直情的で単純な木場を室井と一緒にフォローしている苦労性。
室井同様、自分がサッカーで自信をつけることができたのは木場のおかげだと感じており、彼が高校でもゴールを決めて有名になり、Jリーガーになるという夢をかなえてやりたいと思っている。
特技は高速ドリブル。全国大会レベルの選手でさえ、彼のドリブルの早さには度肝を抜かれるほど。
笹尾 和行
声 - 蘇武健治
土居 龍生
声 - 馬場圭介
戸田 邦和
声 - 河野裕己
佐古 俊也
声 - 永野善一
茜が丘サッカー部のMFで恭介が一年生の頃のキャプテン。
監督と部員たちに非常に信頼されていて、釜田と一緒に部をまとめる。恭介たち「生意気トリオ」に手を焼いていたが、監督の助言もあって次第に彼らを上手く使いこなしていった。
卒業後も大学でサッカーを続けている。新キャプテンとなった江坂が自信をなくした時も相談にのり、励ましていた。
釜田 豪三
声 - 乃村健次
茜が丘サッカー部のDFで恭介が一年生の頃の副キャプテン。恭介がつけたあだ名は「アゴ軍曹」。
恭介以上の大きな体、いかつい顔つきだが性格は温厚。佐古と同様に後輩たちの信頼は厚く、恭介も口では反発しながら先輩たちの中では釜田に一番懐いていた。実家はラーメン屋で、父親が体を壊した時にはサッカーへの情熱と店を継いで欲しい両親の板ばさみになったことも。
卒業後は社会人サッカークラブのプロテストに合格し、働きながらプロを目指している。
神山雄二郎
声 - 原沢勝広
国領高校のエースストライカー。頭の両サイドを刈り上げていることから恭介は「刈り上げ」と呼んでいる。予選では温存されていたが、茜が丘戦での予想外の苦戦に伴って後半途中から出場。ファーストプレーでゴール裏の階段を破壊するシュートを放った。
藤森薫
声 - 平川大輔
国領高校のレギュラーメンバーでユース代表。茜が丘戦での苦戦に伴って前半途中から出場。稔とのコンビで決定機を作り出した。
藤森稔
声 - 遊佐浩二
国領高校のレギュラーメンバーでユース代表。茜が丘戦での苦戦に伴って前半途中から出場。
岡部瞬也
声 - 平川大輔
古木
声 - 遊佐浩二
陵星の10番で対戦相手のデータを細かく分析し弱点を突く「IDサッカー」の要。
布川監督
声 - 宇垣秀成
天竜高校の監督でU-22日本代表監督も兼任している。茜が丘に得点を許したことに固執する加賀美のスタメン変更希望を聞き入れたが、先制されてなお中盤争いにこだわる加賀美に活を入れ、元々のスタメン予定だった選手を投入した。
古木リエ
声 - かかずゆみ
立花カナ
声 - 天神有海
柴田剛
声 - 土井隆彦
郷原大
声 - 森訓久
加賀美勇樹
声 - 鈴村健一
天竜高校の中心選手で成介卒業後に10番を受け継いだ。選手権で恭介にゴールを奪われたことで恭介を意識し始める。3年の国立での試合では茜が丘に1点も取らせないためスタメンの入れ替えと戦術変更を監督に申し出た。Jリーグの特別指定選手にも選ばれている。卒業後にセリエAへの移籍を明言した。
中山雅史
声 - 中山雅史（特別出演）
叶文作
声 - 石井康嗣
叶成介の父で、恭介の養父。主にサッカーシューズを設計しており仕事中は電話も取らない。恭介の実父・成見圭介とは同級生で、彼が事故死した後は彼の両親に無理を言って恭介を引き取った。
特別出演
声 - 石川直宏、中山悟志、根本裕一、三田光

## テレビアニメ
アニマックスで、2002年9月11日から2003年9月10日まで放送。フジテレビでは、2002年10月9日から2004年2月4日まで放送されていた。全52話。ポニーキャニオンよりDVD版が全13巻まで発売された。

### スタッフ
- 監督 - 嵯峨敏
- シリーズ構成 - 菅良幸
- キャラクターデザイン - 今泉賢一
- 総作画監督 - 青木哲朗、加瀬政広
- 美術設定 - 伊藤主計
- 美術監督 - 石橋建一
- 色彩設計 - 大平敬志
- 音響監督 - 高橋秀雄
- 音楽 - 中村暢之
- プロデューサー - 成毛克憲、小竿俊一
- 制作 - フジテレビジョン、アニマックスブロードキャスト・ジャパン、日本アニメーション

### 主題歌
オープニングテーマ
「2nd STAGE」（1 - 42話）
作詞 - Keiji、市川善康 / 作曲 - Keiji / 編曲 - Kids Alive、五十嵐淳一 / 歌 - Kids Alive
「ハングリーハート〜奇跡の翼〜」（43 - 52話）
作詞 - 田久保真見 / 作曲 - 大野宏明 / 編曲 - 旭純 / 歌 - 加藤夏希 as 辻脇美紀 featuring アテネジェネレーション
エンディングテーマ
「未タイトル」（1 - 12話）
作詞 - 安岡信一 / 作曲 - 本多哲郎 / 編曲 - 関淳二郎 / 歌 - 唄人羽
「tell tell 坊主」（13 - 39話）
歌・作詞・作曲 - KOKIA / 編曲 - 澤近泰輔
「私の太陽」（40 - 51話）
歌・作詞・作曲 - KOKIA / 編曲 - 澤近泰輔
「2nd STAGE」（52話）
挿入歌「Song for Lover」
作詞・作曲 - Keiji / 歌 - Kids Alive
- この曲は最終話で恭介を見送る場面で一部が流された。

### 各話リスト
全て劇中で発する台詞（フレーズ）をサブタイトルとしている。
| 話数 | サブタイトル                    | 脚本       | 絵コンテ            | 演出                   | 作画監督                     | 総作画監督          |
| ---- | ------------------------------- | ---------- | ------------------- | ---------------------- | ---------------------------- | ------------------- |
| 1    | お前、恭介か…?                  | 菅良幸     | 石山タカ明          | 福島利規               | 岡迫亘弘 加瀬政広            | 青木哲朗            |
| 2    | ありがとう…コーチ!              | 菅良幸     | 江上潔 石山タカ明   | 広嶋秀樹               | 梶浦紳一郎                   | 青木哲朗            |
| 3    | 絶対…負けねーっ!                | 菅良幸     | 石山タカ明          | 福島利規               | 中島美子                     | 青木哲朗            |
| 4    | オレ?何?ディフェンダー!?        | 菅良幸     | 吉川浩司 石山タカ明 | 吉川浩司               | 土屋幹夫 加瀬政広            | 青木哲朗            |
| 5    | 逃げまくり?                     | 菅良幸     | 石山タカ明          | 岡田宇啓               | 小林勝利 加瀬政広            | 青木哲朗            |
| 6    | なんでFWじゃなきゃダメなの?     | 菅良幸     | 石山タカ明          | 福島利規               | 谷口守泰                     | 青木哲朗            |
| 7    | サッカーをなめるな!             | 菅良幸     | 石山タカ明 鏑木宏   | 鏑木宏                 | 加瀬政広                     | 青木哲朗            |
| 8    | 決して誰にも、渡しはしない!     | 菅良幸     | 嵯峨敏              | 嵯峨敏                 | 青木哲朗                     | -                   |
| 9    | 男のくせに何びびってるの!?      | 菅良幸     | 康村諒              | 桝井剛                 | 山口正三                     | 青木哲朗            |
| 10   | 見える!はっきりと見える!        | 菅良幸     | 津田義三            | 濁川敦                 | 加瀬政広                     | 青木哲朗            |
| 11   | 恭介君が、茜ヶ丘の弱点…?        | 菅良幸     | 楠葉宏三            | 山崎友正               | 柳瀬譲二                     | 青木哲朗            |
| 12   | 枠にとらわれるな!               | 菅良幸     | 鏑木宏              | 鏑木宏                 | 北山修一                     | 青木哲朗            |
| 13   | 爆発頭のお兄ちゃーん!           | 菅良幸     | 小林孝嗣            | みくりや恭輔           | 大坂竹志                     | 青木哲朗            |
| 14   | 全員、ロッカーに集合だ!         | 菅良幸     | 渕上真              | 山口美浩               | 加瀬政広                     | 青木哲朗            |
| 15   | な、なんだ、あのシュート!?      | 菅良幸     | 津田義三            | 濁川敦                 | 高橋英吉                     | 青木哲朗            |
| 16   | もう、ガマンの限界だ!!          | 菅良幸     | 小林孝志            | 山崎友正               | 柳瀬譲二                     | 青木哲朗            |
| 17   | 今に引っ張り出してやるからな!   | 菅良幸     | 渕上真              | 鏑木宏                 | 北山修一                     | 青木哲朗            |
| 18   | 何か変よロドリゴは!             | 菅良幸     | 津田義三            | みくりや恭輔           | 桜井木ノ実                   | 青木哲朗            |
| 19   | 決めると言ったら決める!!        | 菅良幸     | 小林孝志            | 山口美浩               | 加瀬政広                     | 青木哲朗            |
| 20   | うじうじと、らしくない!         | 水野健太郎 | 香川豊              | 濁川敦                 | 高橋英吉                     | 青木哲朗            |
| 21   | おーじょーぎわが悪いわねっ!     | 水野健太郎 | 鈴木孝義            | 山崎友正               | 柳瀬譲二                     | 青木哲朗            |
| 22   | ワイらは何をやっとるんやろ…     | 菅良幸     | 渕上真              | みくりや恭輔           | 桜井木ノ実                   | 青木哲朗            |
| 23   | 露天風呂?                       | 菅良幸     | 三浦辰夫            | 西田健一               | 三浦辰夫                     | 青木哲朗            |
| 24   | お前ら生意気すぎんだよ!         | 菅良幸     | 鏑木宏 楠葉宏三     | 鏑木宏                 | 北山修一                     | 青木哲朗            |
| 25   | ワシ、サッカーで天下獲ったるわ! | 水野健太郎 | 鈴木孝義            | 嵯峨敏                 | 加瀬政広                     | 青木哲朗            |
| 26   | これを待っていたんだ!           | 菅良幸     | 西田健一            | 西田健一               | 三浦辰夫                     | -                   |
| 27   | PK戦の開始です!                 | 菅良幸     | 鈴木孝義            | 鈴木孝義               | 伊藤秀樹                     | 青木哲朗            |
| 28   | いつも通りって…!                | 菅良幸     | 渕上真              | みくりや恭輔           | 桜井木ノ実                   | 青木哲朗 佐久間康子 |
| 29   | 来ォォーイ!アゴ軍曹!            | 菅良幸     | 鈴木孝義            | 山崎友正               | 柳瀬譲二                     | 青木哲朗            |
| 30   | 来たぜ、兄貴!                   | 水野健太郎 | 鏑木宏              | 鏑木宏                 | 北山修一                     | 青木哲朗            |
| 31   | 今日は、全然ワクワクしないよ…   | 水野健太郎 | 渕上真              | 濁川敦                 | 加瀬政広                     | 青木哲朗            |
| 32   | 叶恭介…許さない!                | 水野健太郎 | 西田健一            | 西田健一               | 三浦辰夫                     | -                   |
| 33   | まさか、カノウがキャプテン!?    | 菅良幸     | 香川豊              | 鈴木孝義               | 佐久間康子                   | 青木哲朗            |
| 34   | 十年早ぇよ、鳥の巣頭!           | 菅良幸     | 上原秀明            | みくりや恭輔           | 大坂竹志                     | 青木哲朗            |
| 35   | こんな時に恭介君まで…!!         | 菅良幸     | 渕上真              | 山崎友正               | 加瀬政広                     | 三浦辰夫            |
| 36   | 何やってんだよ、みんな!         | 水野健太郎 | 鏑木宏              | 鏑木宏                 | 北山修一                     | 青木哲朗            |
| 37   | 誰もついて来ぇへんのか!?        | 水野健太郎 | 鈴木孝義            | 白石道太               | 三宅雄一郎                   | 青木哲朗            |
| 38   | 『キャプテン・エサカ』…!?       | 菅良幸     | 西田健一            | 西田健一               | 三浦辰夫                     | -                   |
| 39   | 食い逃げ女!いつまで寝てんだ!    | 水野健太郎 | 細田雅弘            | 細田雅弘               | 三井寿                       | 青木哲朗            |
| 40   | やっと戻って来れたぜ…           | 菅良幸     | 渕上真              | 鈴木孝義               | 佐久間康子                   | 青木哲朗            |
| 41   | じゅ、12点!?                    | 菅良幸     | 真田寿信            | 鏑木宏                 | 北山修一                     | 青木哲朗            |
| 42   | 誰だ、アゴ軍曹って?             | 菅良幸     | 上原秀明            | 三宅雄一郎             | 佐々木優                     | 三浦辰夫            |
| 43   | …少し時間をくれませんか…        | 水野健太郎 | 津田義三            | 津田義三               | 西城隆詞                     | 青木哲朗            |
| 44   | 父さん、ぼくはもう大丈夫だよ…   | 水野健太郎 | 西田健一            | 西田健一               | 三浦辰夫                     | -                   |
| 45   | さあ、来いや!!                  | 菅良幸     | 渕上真              | いしはらあゆみ         | 三井寿                       | 青木哲朗            |
| 46   | いてまえサッカー?               | 菅良幸     | 鈴木孝義            | 鈴木孝義               | 佐久間康子                   | 青木哲朗            |
| 47   | 何処、つれてくつもり!?          | 水野健太郎 | 鏑木宏              | 鏑木宏                 | 北山修一                     | 青木哲朗            |
| 48   | んな所でチンタラやってられっか! | 水野健太郎 | 上原秀明            | 井草かほる             | 村井孝司 渡辺純子            | 三浦辰夫            |
| 49   | もう少し居てくれんか?村上!      | 菅良幸     | 三家本泰美          | 濁川敦                 | 藪野浩二                     | 青木哲朗            |
| 50   | 待っていたぞ叶恭介ー!           | 水野健太郎 | 西田健一            | 鈴木孝義               | 三浦辰夫                     | -                   |
| 51   | 茜ヶ丘魂じゃあああ!             | 水野健太郎 | 渕上真              | 鈴木孝義 鏑木宏 濁川敦 | 青木哲朗 佐久間康子          | -                   |
| 52   | 行って来い!叶恭介!!             | 菅良幸     | 嵯峨敏              | 嵯峨敏                 | 北山修一 青木哲朗 佐久間康子 | -                   |

### 余談
24話では、元日本代表選手だった村上監督の後輩としてゴンこと中山雅史選手がゲストで登場。彼は実在の選手の中では、本作の意図を体現する数少ない日本人ストライカーである。「見学に来た」中山を「生意気トリオ」が挑発しピッチに引きずり出す。中山は圧倒的な存在感・威圧感から大きな印象を受けるが、サッカー選手としては中背で、身体つきも鍛えられてはいるが、体格的には恭介の方がずっと恵まれていた。だが恭介は中山の動きにまるでついていけないどころか、体格差では有利な筈の空中戦でも中山に競り負けてしまい、全く歯が立たない。ロドリゴと境も日本代表ストライカーの実力を目の当たりにし、日本のサッカーをバカにしていた自分達の思い上がりにそれぞれ気付かされる。しかし、恭介の天性のシュート力はその中山をも吹っ飛ばすほどで、恭介には計り知れない天分があることを改めて示すエピソードになっている。中山の声は中山雅史本人が務めている。